# Crosbie Point
Der Crosbie Point ist eine Landspitze an der Loubet-Küste des Grahamlands auf der Antarktischen Halbinsel. Am südwestlichen Ausläufer der Pernik-Halbinsel trennt sie ostsüdöstlich des Holdfast Point die Einfahrten der Demel Cove im Nordwesten von derjenigen der Skog Bay im Südosten. Zudem markiert sie die nordwestliche Begrenzung der Mündung des Wilkinson-Gletschers in letztere Bucht.
Das UK Antarctic Place-Names Committee benannte sie 2017. Namensgeberin ist Kim Crosbie (* 1969), Leiterin der International Association of Antarctica Tour Operators von 2013 bis 2017.